# Windows 8开发历史
Windows 8开发历史從Windows 7發布後開始記錄。

## 历史
- 2009年11月，微軟在發行Windows 7之後舉行的“2009年微軟專業開發者大會”上展示了代號為“Windows 8”的微軟最新產品路線圖，并預告产品將在2012年內推出。[1]

- 2011年5月，微軟執行長巴爾默表示，2012年將推出新一代的Windows 8作業系統，系统將支援ARM架構，包括平板電腦、行動裝置、筆記型電腦等，預告微軟將持續發展5大類技術領域，包括更自然的使用者介面、語言、HTML和JavaScript、雲端技術。其中使用者介面將涵蓋語音辨識、體感辨識、手寫辨識、觸控式螢幕等。[2][3]。

- 2011年6月，微軟官方正式透露Windows 8將會开发平板裝置，同時將會針對多點觸控操作模式予以調整，同時未來也將能以跨硬體平台的模式使用在各類裝置上，諸如手機或平板等行動裝置。[4]

- 2011年9月13日，微软發布Windows 8 开发者預覽版（Developer Preview）。此版本出現两种不同的界面，包括传统界面和新的Metro界面，用户可在系统运行时对这两种UI风格进行切换。Metro界面采用了类似iPad的多屏幕设计模式。此版本的Windows 8并没有加入華丽的效果，而是使用简约的设计风格。[5]

- 2011年12月，微软正式公布了Windows Store的詳情，並宣佈Windows 8 Beta將於2012年2月推出。[6]

- 2012年6月，微软正式公布了Windows Phone 8，Windows Phone 8采用和Windows 8相同的内核。

- 2012年7月，微軟年度“全球合作夥伴大會”（Worldwide Partner Conference）上宣布，Windows 8將在2012年8月第1周發布RTM版，10月底正式販售。[7]

- 2012年2月29日，微软如期在全球移動通訊大會上公佈Windows 8消費者預覽版（Consumer Preview）。此版本改善了穩定性和完善了界面。[8]

- 2012年5月31日，微軟在網站更新及公佈Windows 8發佈預覽版（Release Preview）。穩定性和配套更為成熟，也開始提供Windows Store 功能。[9]

- 2012年8月1日，Windows 8 RTM版本编译完成。此版本界面取消了Aero透明窗口的功能。

- 2012年10月25日，微软在纽约宣布Windows 8正式上市。

## 资料
1. ↑  Sams, Brad. . Neowin.   [2009-11-22]. （原始内容存档于2012-04-08）.
2. ↑  新一代作業系統Windows 8明年出爐 （页面存档备份，存于）iThome 2011-05-29
3. ↑  Ballmer, Steve. . Microsoft News Center. Microsoft Corporation.   [26 May 2011]. （原始内容存档于2011-05-26）.
4. ↑  微軟Windows 8首次公開亮相 （页面存档备份，存于） 數位時代 2011-06-02
5. ↑  [http://www.win8china.com/html/89.html （页面存档备份，存于） ithome.com 2011年9月15日
6. ↑  Previewing the Windows Store （页面存档备份，存于） Microsoft. 2011-12-06
7. ↑  . 2012-07-09  [2013-03-23]. （原始内容存档于2012-07-11）.
8. ↑  .   [2012年7月4日]. （原始内容存档于2012年5月4日）.
9. ↑  .   [2012年7月4日]. （原始内容存档于2021年9月24日）.